# کارخانه قند میاندوآب
کارخانه قند میاندوآب در شهر میاندوآب در استان آذربایجان غربی واقع شده‌است. این کارخانه به عنوان یکی از قدیمی‌ترین و بزرگترین کارخانه‌های قند آذربایجان غربی و کشور محسوب می‌شود. بسیاری از ایرانیان میاندوآب را با کیفیت بالای قند تولیدی در این شهرستان می‌شناسند.

## تاریخچه
کارخانه قند میاندوآب که در سال ۱۳۱۲ با ظرفیت ۶۲۴۲ تن چغندر تأسیس شد، به عنوان یکی از قدیمی‌ترین و بزرگترین کارخانه‌های قند آذربایجان غربی و کشور فعالیت دارد. صنعت تولید قند و حتی کشت محصول چغندرقند در شمال غرب کشور برای نخستین بار توسط کارخانه قند میاندوآب در منطقه بنا گذاشته شده‌است.

## میزان تولید
در سال‌های اخیر کارخانه تولید قند را کاهش داده و به جای آن بر روی تولید شکر متمرکز شده‌است. در این کارخانه با ظرفیت اسمی ۱۸۰۰ تن در شبانه روز، در سال ۱۳۹۵ حدود سه هزار تن قند تولید شد که ۱۸۰۰ تن در همان سال و ۱۲۰۰ تن هم در سال ۱۳۹۶ به بازار عرضه شد. دریافت محصول در کارخانه طی سال‌های اخیر از ۱۶۰ هزار تن به ۳۵۰ هزار تن در سال رسیده‌است. کارخانه قند میاندوآب بالغ بر ۶۰ درصد ظرفیت کشت و جذب چغندر خود را به این شهرستان و ۴۰ درصد ظرفیت خود را به جذب چغندرقند شهرهای همجوار از جمله بوکان، مهاباد و شاهین‌دژ اختصاص داده‌است.

## اشتغال زایی
کارخانه قند میاندوآب تنها صنعت مادر منطقه است که در این کارخانه هم‌اکنون بیش از ۵۰۰ نفر به صورت مستقیم مشغول به کار هستند و برای ۳۵ تا۴۰ هزار نفر به شکل مستقیم و غیرمستقیم اعم از کارمند، کشاورز، راننده، اصناف، کارگر و دامداران اشتغال‌زائی ایجاد کرده‌است.